# كاخ آن براسم
كاخ آن براسم هي مدينة وبلدية غرب هولندا، في مقاطعة جنوب هولندا.

## طوبوغرافيا
خريطة طوبوغرافية هولندية لبلدية كاخ آن براسم، يونيو 2015، (تقرأ بعد ثلاث نقرات على الخريطة).